# Agnieszka Król
Agnieszka Król (ur. 14 kwietnia 1994) – polska zapaśniczka w stylu wolnym, wielokrotna medalistka mistrzostw Polski.

## Osiągnięcia

### Akademickie mistrzostwa świata
- Pecz 2014 –  brązowy medal (waga do 63 kg)

### Puchar Świata w zapasach
- Sankt Petersburg 2015 – 7. miejsce (waga do 60 kg)

### Mistrzostwa świata juniorów w zapasach
- Pattaya 2012 – 9. miejsce (waga do 59 kg)
- Sofia 2013 – 13. miejsce (waga do 59 kg)
- Zagrzeb 2014 – 7. miejsce (waga do 63 kg)

### Mistrzostwa Europy w zapasach
- Kaspijsk 2018 – 5. miejsce (waga do 62 kg)

### Mistrzostwa Europy juniorów w zapasach
- Katowice 2014 – 5. miejsce (waga do 63 kg)

### Mistrzostw Europy kadetek w zapasach
- Warszawa 2011 –  brązowy medal (waga do 60 kg)[2]

### Indywidualne mistrzostwa Polski w zapasach
- Żary 2012 –  srebrny medal (waga do 59 kg)
- Solec Kujawski 2014 –  srebrny medal (waga do 63 kg)
- Zgierz 2015 –  złoty medal (waga do 60 kg)
- Zgierz 2016 –  brązowy medal (waga do 60 kg)
- Białogard 2017 –  złoty medal (waga do 60 kg)
- Koronowo 2018 –  srebrny medal (waga do 62 kg)
- Bydgoszcz 2019 –  brązowy medal (waga do 62 kg)
- Dzierżoniów 2020 –  brązowy medal (waga do 62 kg)